# Campeonato de España de Ciclismo en Ruta 1944
El XLIII Campeonato de España de Ciclismo en Ruta se disputó en Madrid el 2 de julio de 1944 sobre un recorrido de 150 kilómetros con seis vueltas al circuito de la Cuesta de Las Perdices en formato de contrarreloj.   
El ganador fue el corredor Julián Berrendero se impuso en la prueba. Antonio Martín y Vicente Carretero completaron el podio. Es el tercer título consecutivo que se adjudica Barrendero en esta prueba. 

## Clasificación final
| Pos. | Ciclista          | Equipo | Tiempo    |
| ---- | ----------------- | ------ | --------- |
| 1.   | Julián Berrendero | -      | 4h 08'37" |
| 2.   | Antonio Martín    | -      | a 2'35"   |
| 3.   | Vicente Carretero | -      | a 4'34"   |
| 4.   | Vicente Miró      | -      | a 8'55"   |
| 5.   | Miguel Casas      | -      | a 9'33"   |
| 6.   | Martín Mancisidor | -      | a 13'58"  |
| 7.   | Félix Vidaurreta  | -      | a 14'55"  |
| 8.   | Cipriano Elys     | -      | a 16'14"  |
| 9.   | José Vidal        | -      | a 17'23"  |
| 10.  | Diego Cháfer      | -      | a 17'58"  |
| 11.  | José Lahoz        | -      | a 19'09"  |
| 12.  | Antonio Destrieux | -      | a 29'24"  |
| -    | Antonio Montes    | -      | s.c.      |
| -    | Antonio Sancho    | -      | s.c.      |